# Šaratice
Obec Šaratice se nachází v okrese Vyškov v Jihomoravském kraji. Šaratice se nečlení na části a žije zde přibližně 1 100 obyvatel.
Poblíž obce vyvěrá hořký minerální pramen, který se stáčí do lahví jako minerální voda Šaratica. Používá se k léčbě zácpy a dalších poruch zažívání. Jedná se o vinařskou obec ve vinařské oblasti Morava, podoblasti Velkopavlovické (viniční tratě Nálohy, Vinohrady). Jsou členem Dobrovolného svazku obcí Ždánický les a Politaví. 

## Název
Počáteční tvar Žiřětici (doložen ze 13. století v písemné podobě Ziretichi) byl pojmenováním obyvatel vesnice, byl odvozen od osobního jména Žiřěta (ve starší podobě Žiřata, což byla domácká podoba některého jména obsahujícího -žir ("život"), např. Kroměžir, Vrtěžir, Ranožir) a jeho význam byl "Žiřětovi lidé". Podoba Šaratice doložená od konce 13. století vznikla nepravidelnými hláskovými změnami, především vzájemným ovlivňováním hlásek ž a ř. Ze 13. a 14. století je doložen i tvar Žeratice, který byl neúspěšně prosazován v závěru 19. století.

## Historie
První písemná zmínka o vesnici pochází z roku 1209.
V roce 1787 byla v těsné blízkosti Šaratic založena nová vesnice Kavriánov, která se součástí Šaratic stala v roce 1919.

## Obyvatelstvo

### Struktura
V obci k počátku roku 2016 žilo celkem 1043  obyvatel. Z nich bylo 527 mužů a 516 žen. Průměrný věk obyvatel obce dosahoval 40 let. Dle Sčítání lidu, domů a bytů provedeném v roce 2011, kdy v obci žilo 1012 lidí. Nejvíce z nich bylo (17,7 %) obyvatel ve věku od 30 do 39 let. Děti do 14 let věku tvořily 14,5 % obyvatel a senioři nad 70 let úhrnem 6,5 %. Z celkem 865 občanů obce starších 15 let mělo vzdělání 40,8 % střední vč. vyučení (bez maturity). Počet vysokoškoláků dosahoval 8,4 % a bez vzdělání bylo naopak 0,1 % obyvatel. Z cenzu dále vyplývá, že ve městě žilo 525 ekonomicky aktivních občanů. Celkem 88,2 % z nich se řadilo mezi zaměstnané, z nichž 67,6 % patřilo mezi zaměstnance, 2,7 % k zaměstnavatelům a zbytek pracoval na vlastní účet. Oproti tomu celých 44,8 % občanů nebylo ekonomicky aktivní (to jsou například nepracující důchodci či žáci, studenti nebo učni) a zbytek svou ekonomickou aktivitu uvést nechtěl. Úhrnem 443 obyvatel obce (což je 43,8 %), se hlásilo k české národnosti. Dále 346 obyvatel bylo Moravanů a 2 Slováci. Celých 425 obyvatel obce však svou národnost neuvedlo.
Vývoj počtu obyvatel za celou obec i za jeho jednotlivé části uvádí tabulka níže, ve které se zobrazuje i příslušnost jednotlivých částí k obci či následné odtržení.
| Místní části (rok přičlenění k obci) | Místní části (rok přičlenění k obci) | 1869 | 1880 | 1890 | 1900 | 1910 | 1921 | 1930 | 1950 | 1961 | 1970 | 1980 | 1991 | 2001 | 2011 |
| ------------------------------------ | ------------------------------------ | ---- | ---- | ---- | ---- | ---- | ---- | ---- | ---- | ---- | ---- | ---- | ---- | ---- | ---- |
| Počet obyvatel                       | část Kavriánov (1919)                | 275  | 272  | 286  | 307  | 295  | 310  | -    | -    | -    | -    | -    | -    | -    | -    |
| Počet obyvatel                       | část Šaratice                        | 559  | 606  | 572  | 616  | 693  | 720  | 1129 | 1055 | 1075 | 970  | 962  | 921  | 892  | 1012 |
| Počet obyvatel                       | celá obec                            | 834  | 878  | 858  | 923  | 988  | 1030 | 1129 | 1055 | 1075 | 970  | 962  | 921  | 892  | 1012 |
| Počet domů                           | část Kavriánov (1919)                | 52   | 56   | 61   | 70   | 72   | 72   | -    | -    | -    | -    | -    | -    | -    | -    |
| Počet domů                           | část Šaratice                        | 93   | 105  | 111  | 131  | 146  | 152  | 281  | 306  | 299  | 292  | 302  | 327  | 337  | 369  |
| Počet domů                           | celá obec                            | 145  | 161  | 172  | 201  | 218  | 224  | 281  | 306  | 299  | 292  | 302  | 327  | 337  | 369  |

## Doprava
Vesnicí prochází silnice II/416. Obsluhují jí autobusové spoje linky 611 a 630 ty jsou zaintegrovány v IDS JMK.

## Obecní správa a politika

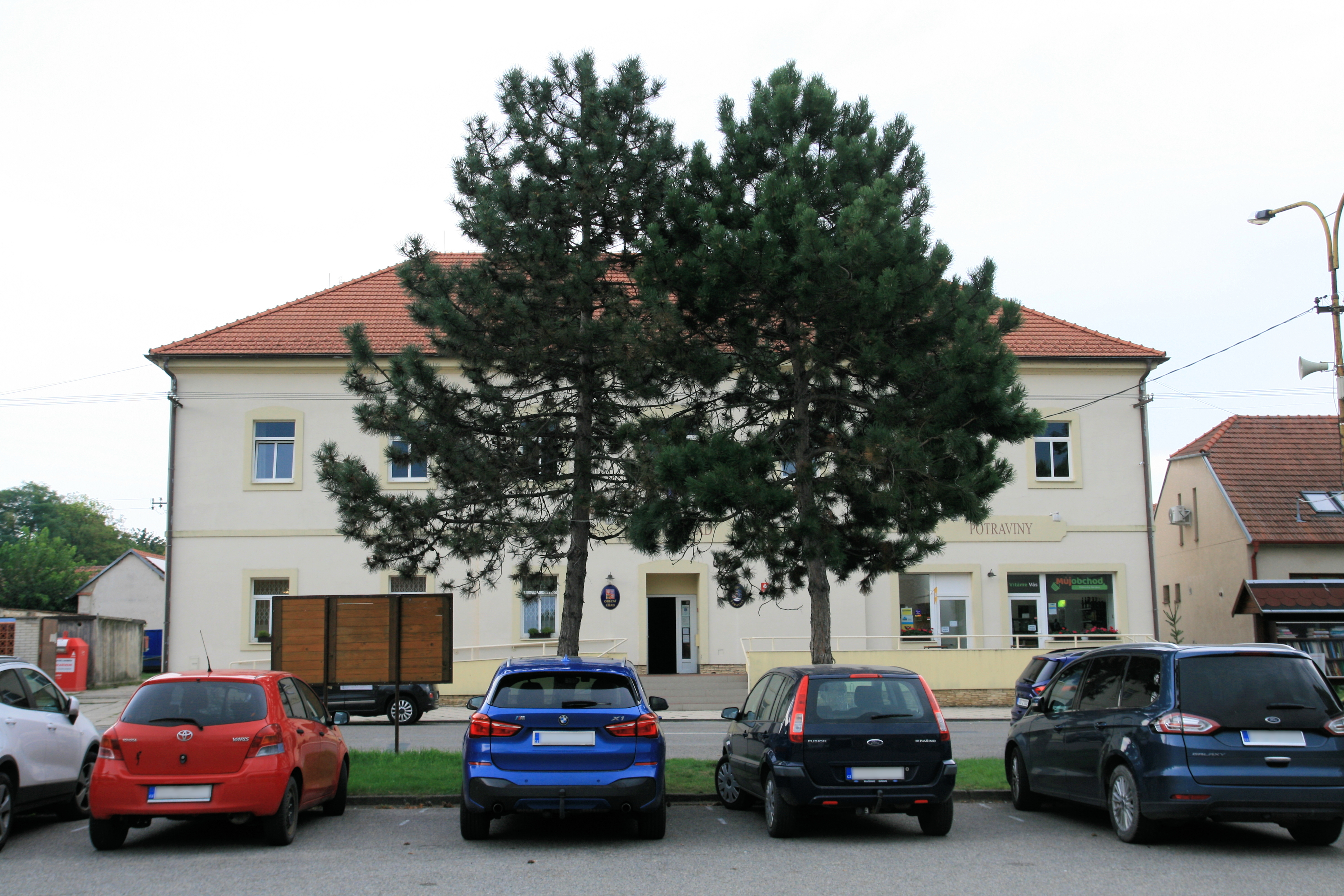
Obecní úřad na Návsi

### Zastupitelstvo a starosta
Od roku 2002 je starostou Karel Kalouda. Na ustavujícím zasedání zastupitelstva 3. listopadu 2014 byl do této funkce opětovně zvolen.

## Společnost

### Kultura
- TJ Sokol Šaratice
- Sbor dobrovolných hasičů Šaratice
- Myslivecké sdružení VODA Šaratice

### Sport
- Sportovní víceúčelový areál (malá kopaná, tenis, stolní tenis, házená, nohejbal, plážový volejbal, pétanque, skok do dálky, 60m běžecká dráha, ruské kuželky)
- Sál obecního úřadu / sportovní hala (volejbal, nohejbal, futsal, basketbal)
- Dětské hřiště
- Bowling
- TJ Šaratice

## Pamětihodnosti

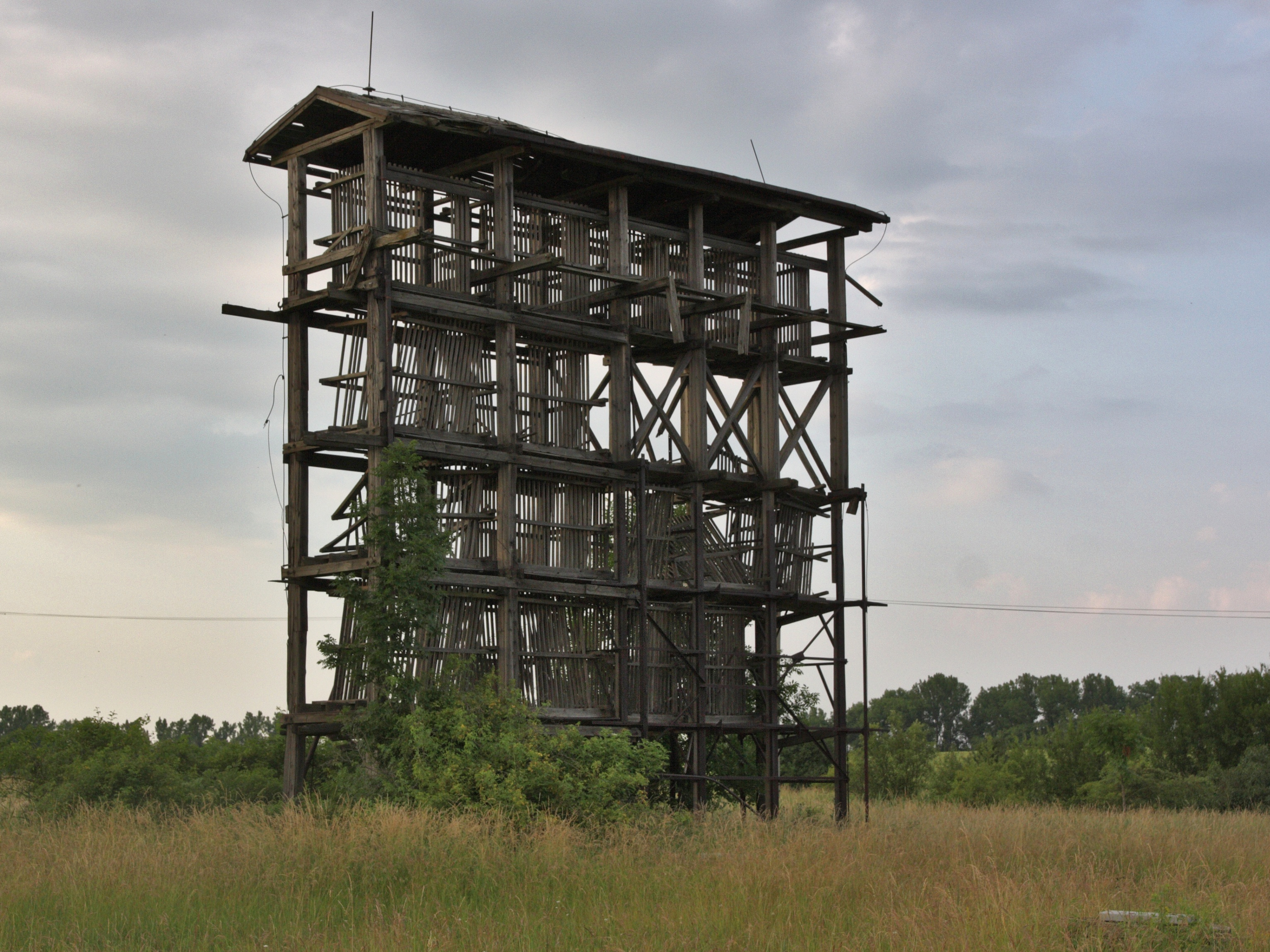
Gradační věž léčebného zřídla

- Kostel svatého Mikuláše (1902–1903)
- Socha svatého Jana Nepomuckého (18. století)
- Náměstí ve tvaru osmičky (jediné v ČR)
- Památníky padlým vojákům v první a druhé světové válce
- Kamenné kříže a boží muka
- Gradační věž léčebného zřídla Šaratica – technická památka
- Východně od vesnice se nachází památkově chráněná mohyla, snad z období horákovské kultury. Mohyla je pět metrů vysoká a její obvod měří devadesát metrů. V roce 1885 ji, bez očekávaných výsledků, zkoumal Jindřich Wankel.[10]

## Osobnosti a rodáci
- Juraj Slota (1819–1882), kněz, pedagog, publicista, národní buditel moravsko-slovenský
- Ezechiel Ambros (1861 Šaratice – 1915), hudební skladatel, pedagog, sbormistr, varhaník
- Ondřej Knoll (1883 Šaratice – 1960), praktikant v obchodě, fotograf, autor pohlednic, knihkupec[11]
- František Xaver Bakeš (1833 Šaratice – 1917), učitel, hudebník, velkostatkář, politik
- Václav Kyselka (1921–2017), sochař
- Antonín Láník (1921–2014), kněz, organizátor hudebního života, sbormistr, violista, organolog, vedoucí Instruktáží pro varhaníky, terciář řádu premonstrátů v Nové Říši
- Marian Rudolf Kosík (* 1951), opat kanonie premonstrátů v Nové Říši

## Fotogalerie

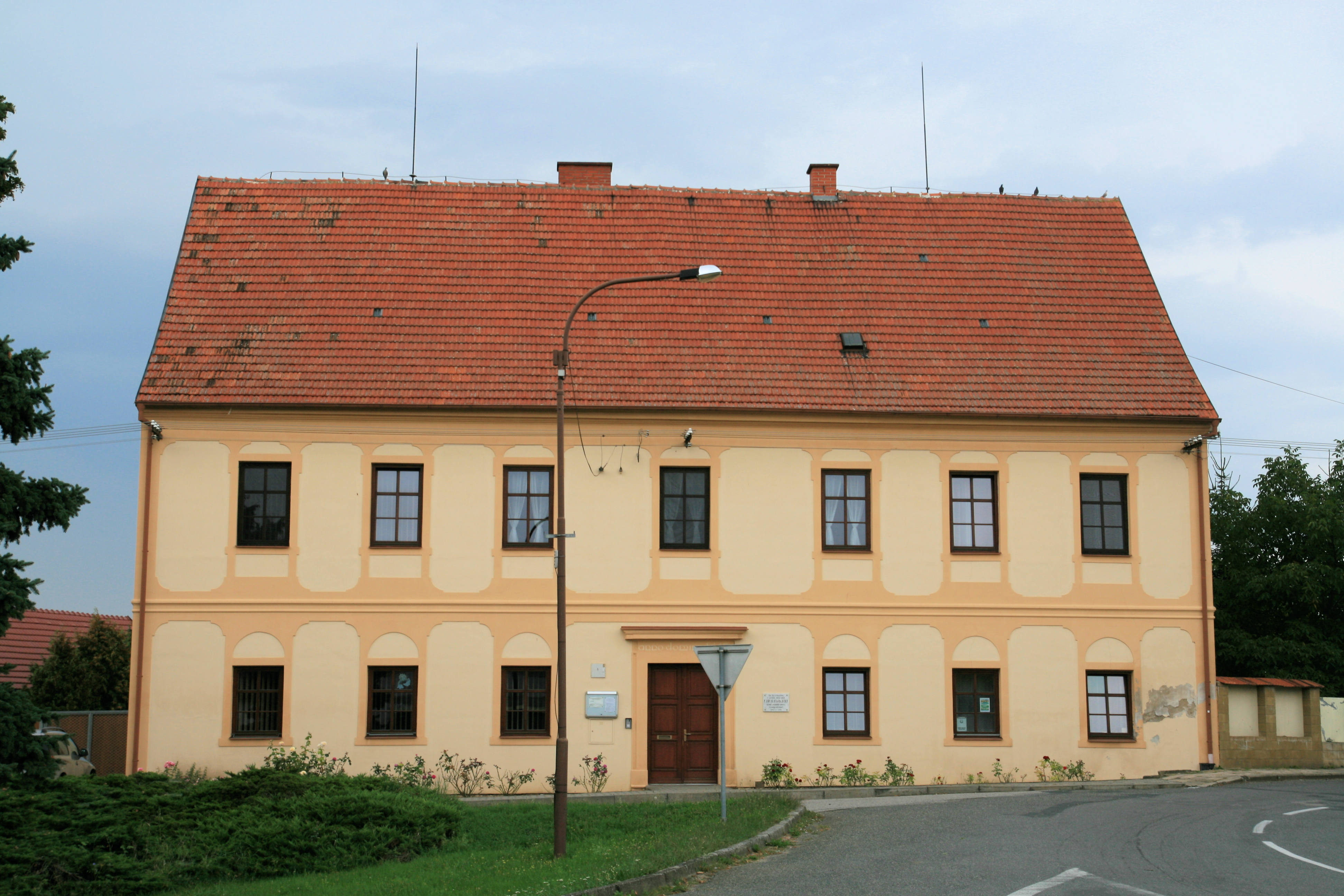
Fara a obecní knihovna na Návsi
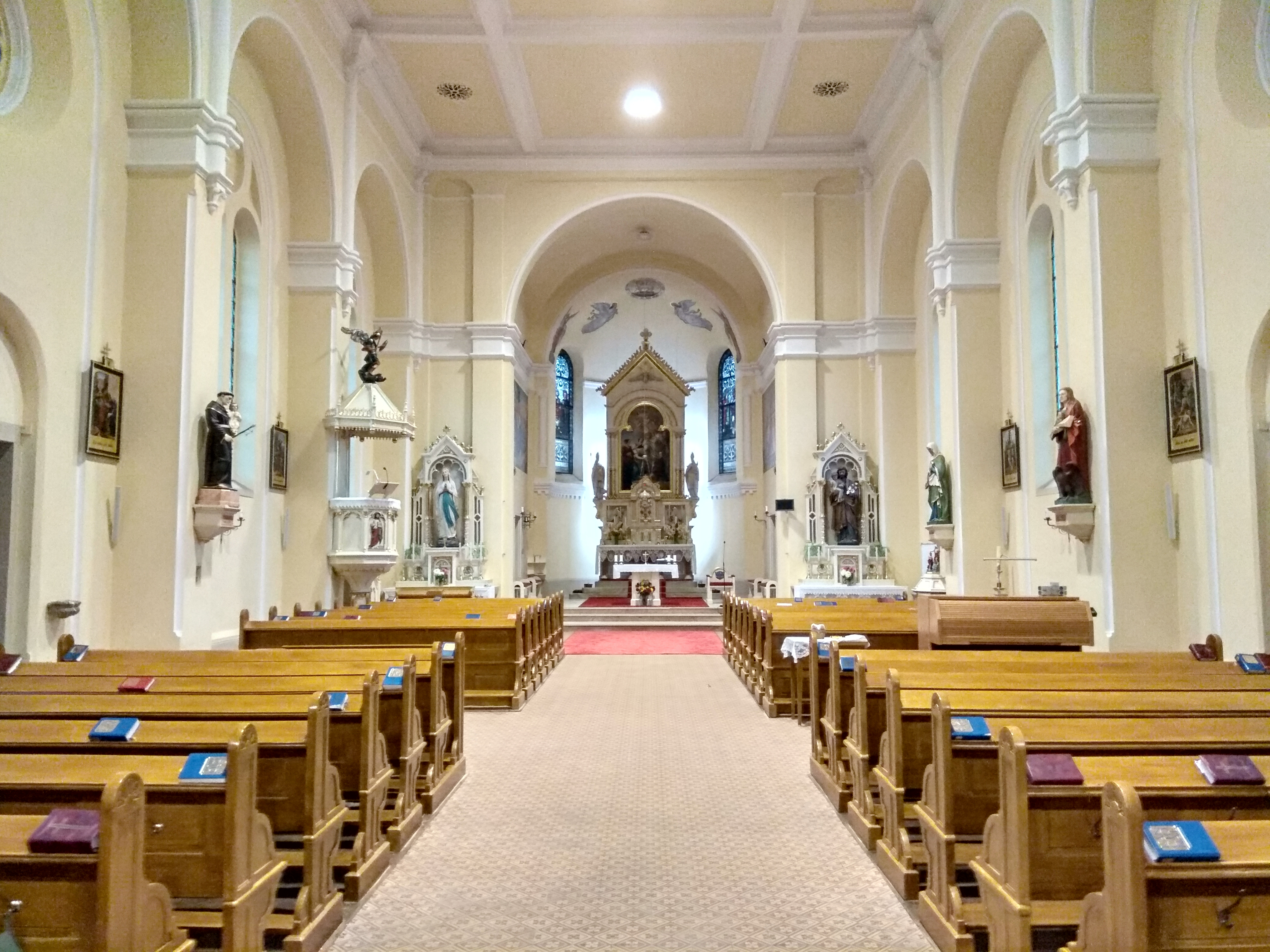
Interiér kostela sv. Mikuláše
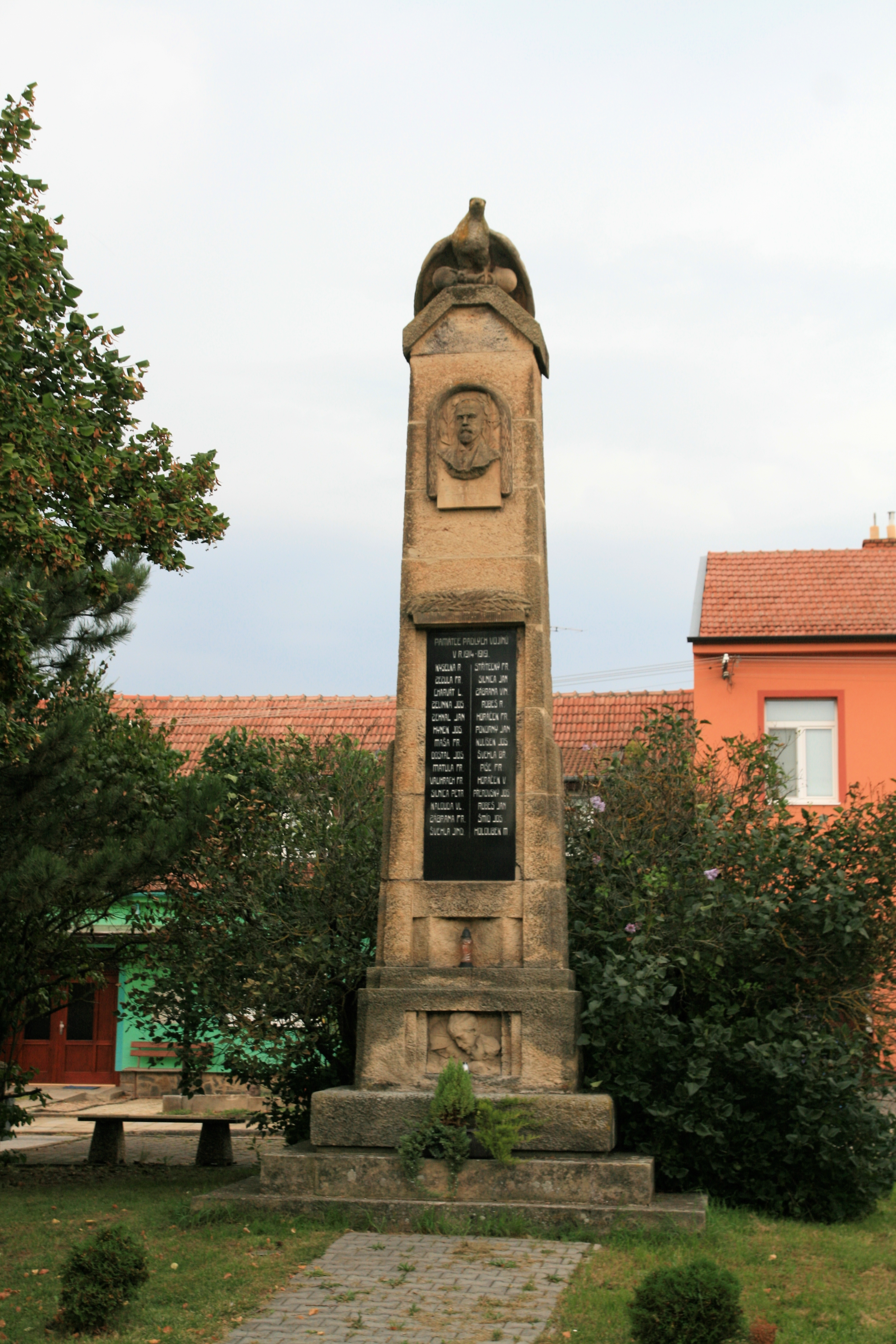
Památník obětí 1. sv. války
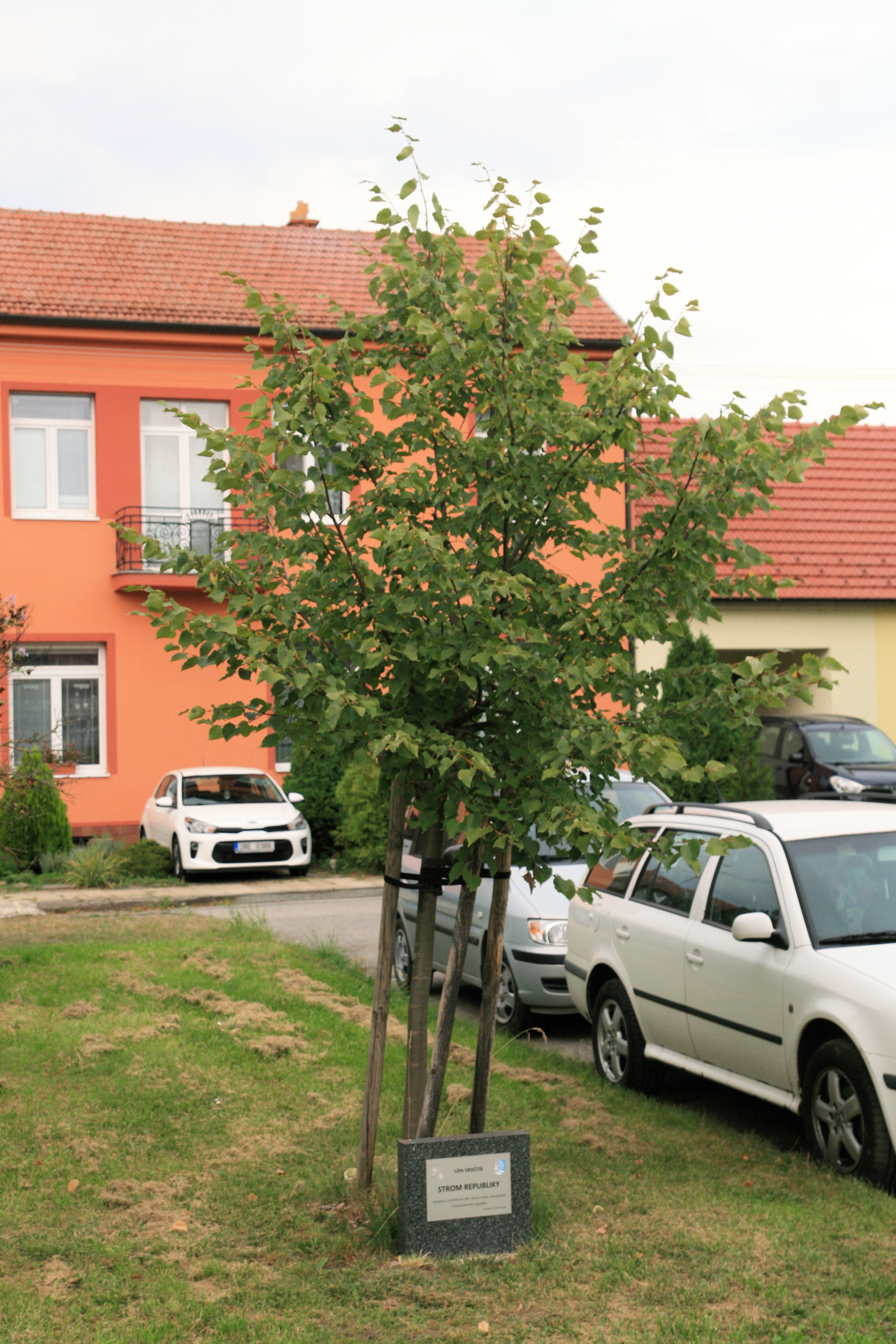
Strom republiky na Návsi
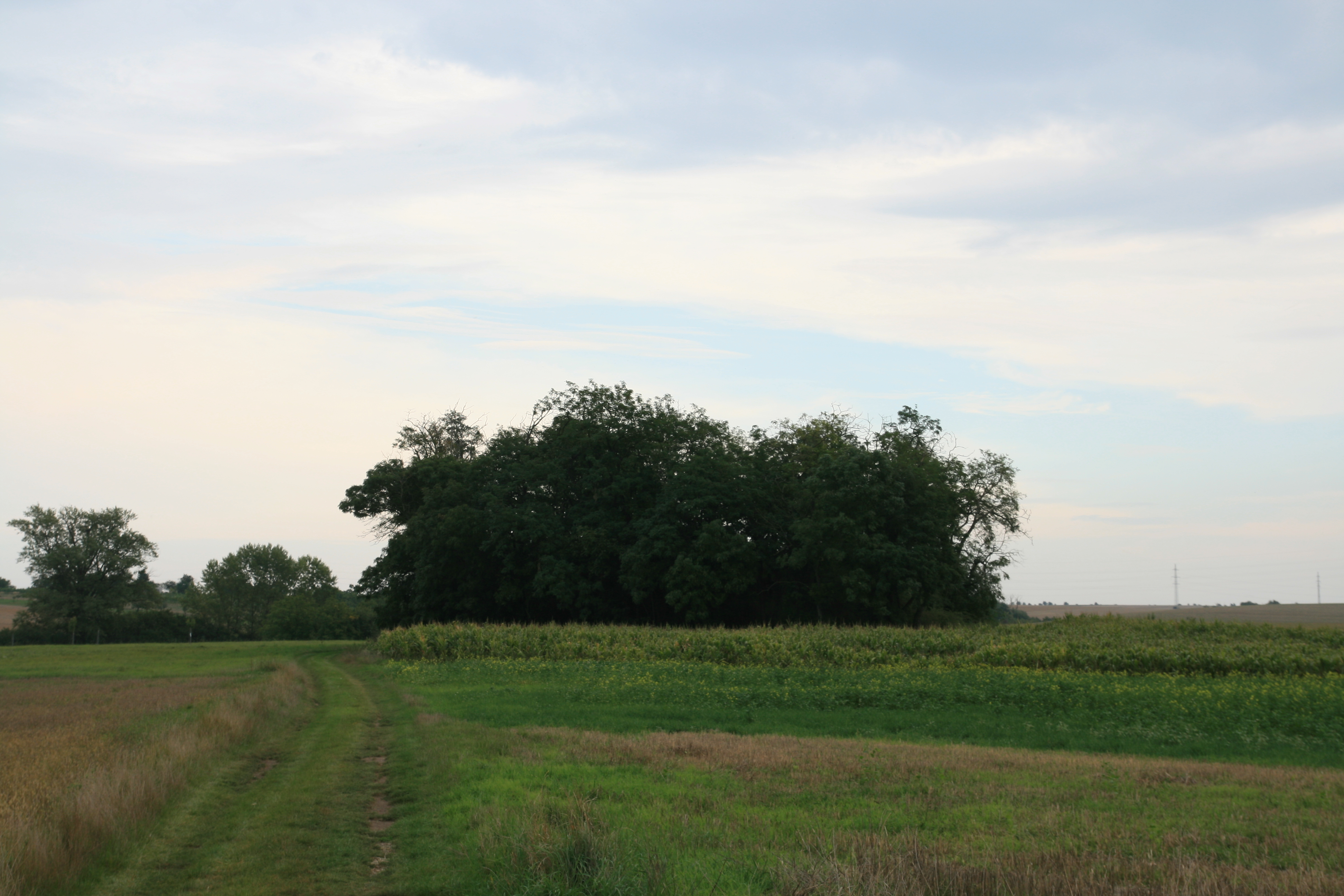
Kopeček, zarostlá mohyla ze starší doby železné v polích
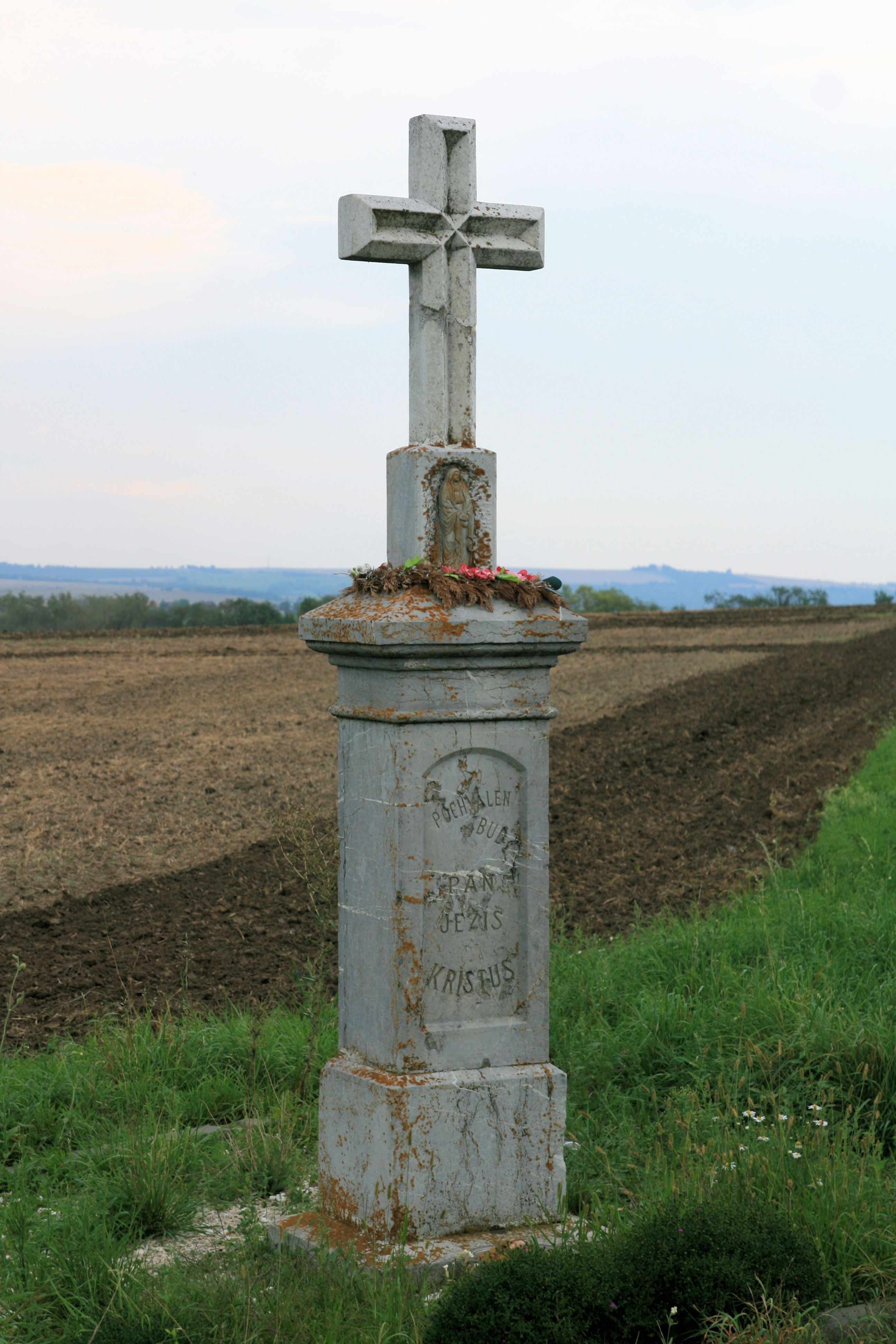
Kříž na křižovatce východně od obce